# Winnebagos
Pour les articles homonymes, voir Winnebago.
 (décembre 2012).
Si vous disposez d'ouvrages ou d'articles de référence ou si vous connaissez des sites web de qualité traitant du thème abordé ici, merci de compléter l'article en donnant les références utiles à sa vérifiabilité et en les liant à la section « Notes et références ».
Les Ho-Chunks, en français Puants (Winnebagos comme ils sont généralement nommés en anglais), sont une tribu amérindienne, originaire de ce que l'on nomme aujourd'hui le Wisconsin et l'Illinois, et sont proches par leur langue, le winnebago, et leur civilisation, des autres Sioux.

## Ethnonyme

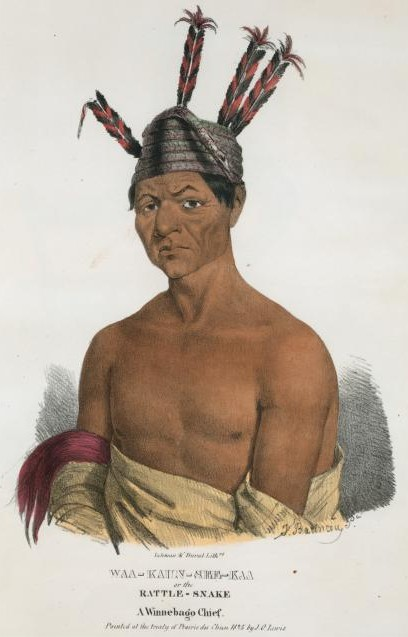
Lithographie de l'orateur winnebago Waukon Decorah, 1825.

Le nom « Winnebago » est celui que leur donnèrent les tribus algonquiennes voisines, qui signifie à peu près « peuple des eaux dormantes » (langue Anishinaabe : Wiinibiigoo), la signification exacte étant toujours sujette à controverse. Les Français les nommèrent d'abord les Puants, à cause d'informations que leur donna un groupe d'Amérindiens rivaux. Le terme le plus correct mais le moins utilisé est « Ho-Chunk ». Ils se nommaient eux-mêmes Hotcâŋgara, qui signifie le « peuple du grand poisson ». Le « grand poisson » en question était probablement l'esturgeon qui était alors abondant dans le lac Winnebago.

## Localisation historique
Les Winnebagos/Ho-Chunk occupaient un territoire aux alentours de Green Bay dans le Wisconsin, qui allait du lac Winnebago à la rivière Wisconsin et jusqu'à la Rock River en Illinois. Le flux d'Amérindiens fuyant les guerres tribales à l'Est réduisit leur territoire et leur amena les maladies européennes qui réduisirent radicalement leur population. La tribu pratiquait traditionnellement la culture du maïs et la chasse. Leurs techniques agricoles n'étaient pas très développées, mais vivant près de Green Bay ils pouvaient pêcher et récolter du riz sauvage et du sucre d'érable.
Après une série de déplacement imposés par le gouvernement au XIXe siècle, la tribu se retrouva dans les réserves indiennes du Wisconsin, Minnesota, Dakota du Sud et finalement au Nebraska. Au cours de ces déplacements, nombre de membres de la tribu retournèrent dans leurs régions d'origine, principalement au Wisconsin malgré les efforts du gouvernement. Ils furent finalement autorisés à retourner dans leur patrie originelle du Wisconsin. Les membres de la tribu restés au Nebraska sont aujourd'hui la Tribu Winnebago du Nebraska tandis que ceux du Wisconsin sont la Nation Ho-Chunk du Wisconsin.

## Mythologie winnebago
La culture winnebago a été étudiée en profondeur pour la première fois par l'anthropologue américain Paul Radin qui lui a consacré plusieurs ouvrages dans la première moitié du XXe siècle. Les Winnebagos évoquent un passé lointain légendaire dans le type de récits appelé les waikā : ces récits mettent en scène « soit des esprits, soit des dieux, tels que l'Oiseau du Tonnerre, l'Esprit de l'Eau, le Soleil, la Terre, l'Étoile du Matin ou bien des représentations imprécises de demi-dieux, tels que le Fripon, Celui-qui-porte-des-têtes-humaines-comme-boucles-d'oreilles (nommé aussi Corne-Rouge) et la Vessie, ou bien des animaux, tels que le Lièvre et la Tortue, l'Ours et le Loup. Ces héros à formes animales étaient cependant considérés comme des esprits ».

## Wakdjunkaga, le Fripon divin.
Dans son ouvrage The Trickster: a Study in American Indian mythology, paru en 1956, Paul Radin a étudié le cycle winnebago de Wakdjunkaga, nom qui signifie en langue winnebago « Celui-qui-joue-des-tours » et que Radin traduit en anglais par Trickster ; il est traduit en français par « le Fripon ». Wakdjunkaga est à la fois un être rusé et sournois, un idiot et un bienfaiteur des hommes. Paul Radin remarque les similarités manifestes entre les aventures de Wakdjunkaga et celles prêtées à d'autres figures proches chez d'autres peuples amérindiens, comme Ishtinike chez les Poncas, Itsike chez les Osages, Ikto-mi chez les Sioux du Dakota : « La ressemblance entre les aventures de Wakdjunkaga et celles des autres héros-fripons de l'Amérique du Nord est surprenante. On est obligé d'en conclure que ce cycle de mythe fait partie intégrante de la civilisation de tous les Indiens de l'Amérique et qu'il est resté sensiblement inchangé ». Dans le même livre, Charles Kerényi effectue des comparaisons entre le Fripon et plusieurs figures de la mythologie grecque comme Hermès, Prométhée et Épiméthée, mais aussi la figure de Nasr Eddin Hodja dans la culture musulmane.

### Sources
- (en) Cet article est partiellement ou en totalité issu de l’article de Wikipédia en anglais intitulé « Ho-Chunk » (voir la liste des auteurs).

1. ↑  Radin 1990, p. 5.
2. ↑  Radin, Kerényi, Jung, Le Fripon divin (1958), p. 98.
3. ↑  Radin, Kerényi, Jung, Le Fripon divin (1958), p. 110.
4. ↑  Radin, Kerényi, Jung, Le Fripon divin (1958), p. 158-164.